# Katedra Santa Maria del Fiore

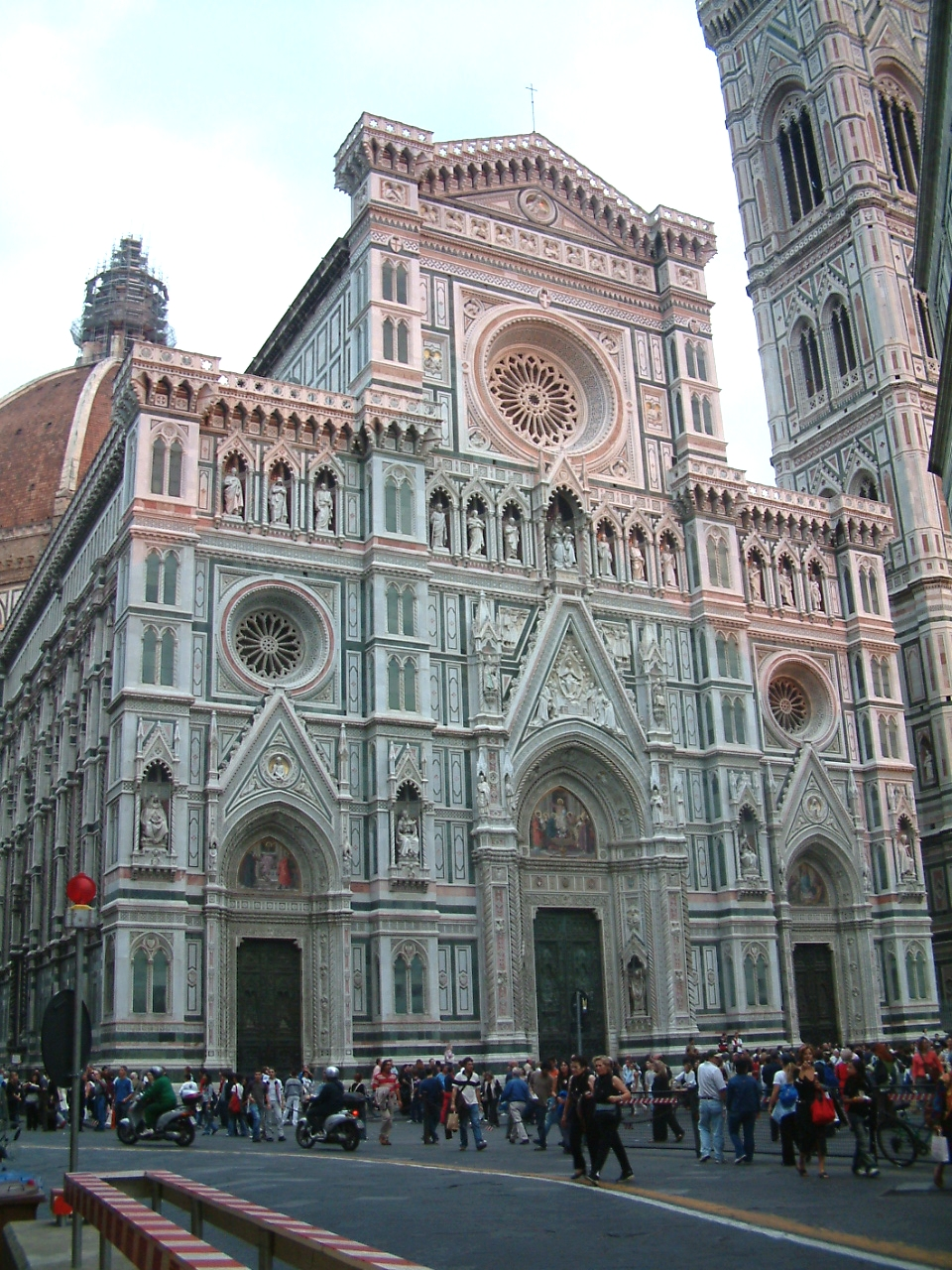
Neogotycka fasada katedry

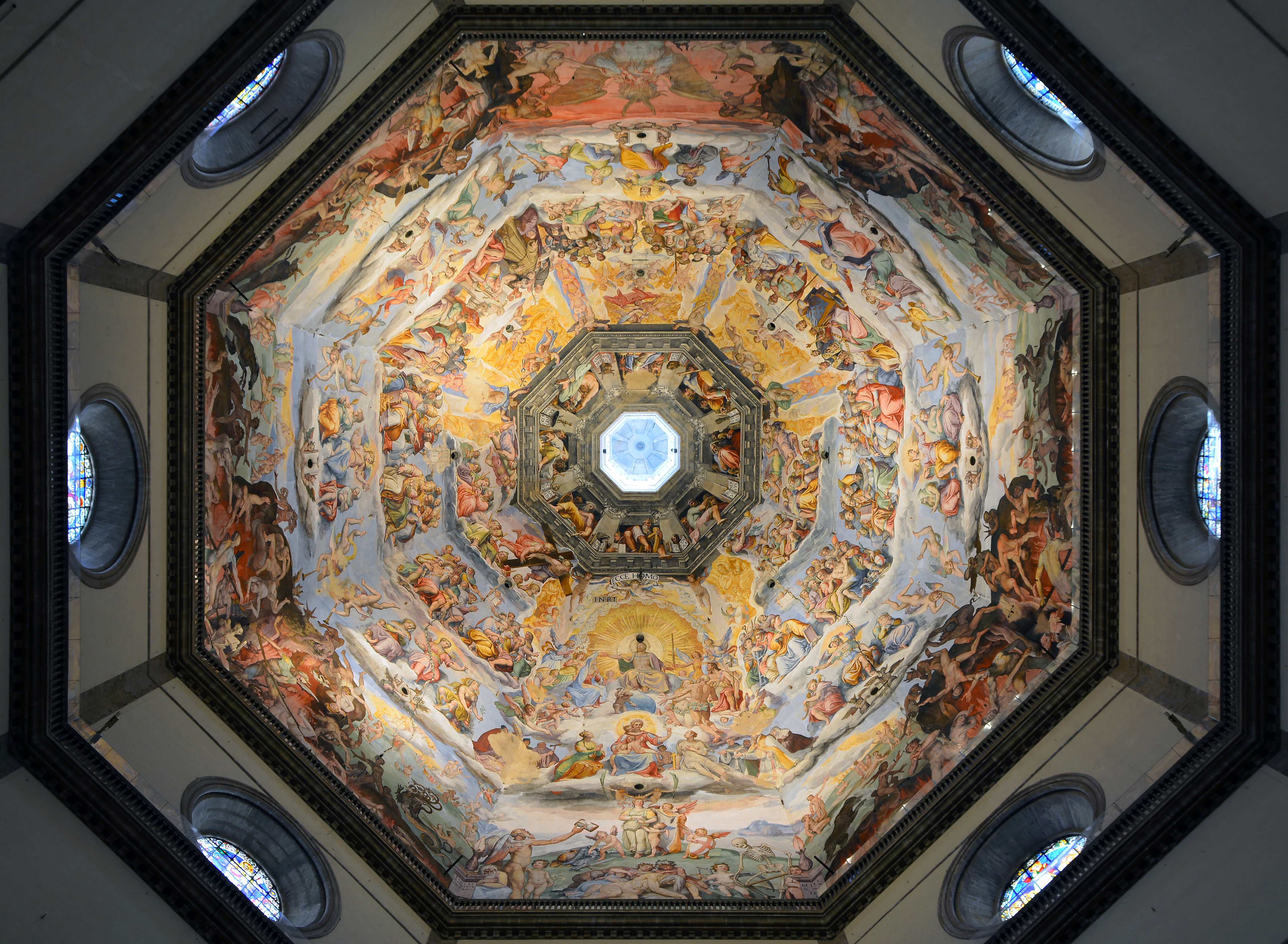
Freski na sklepieniu nad prezbiterium

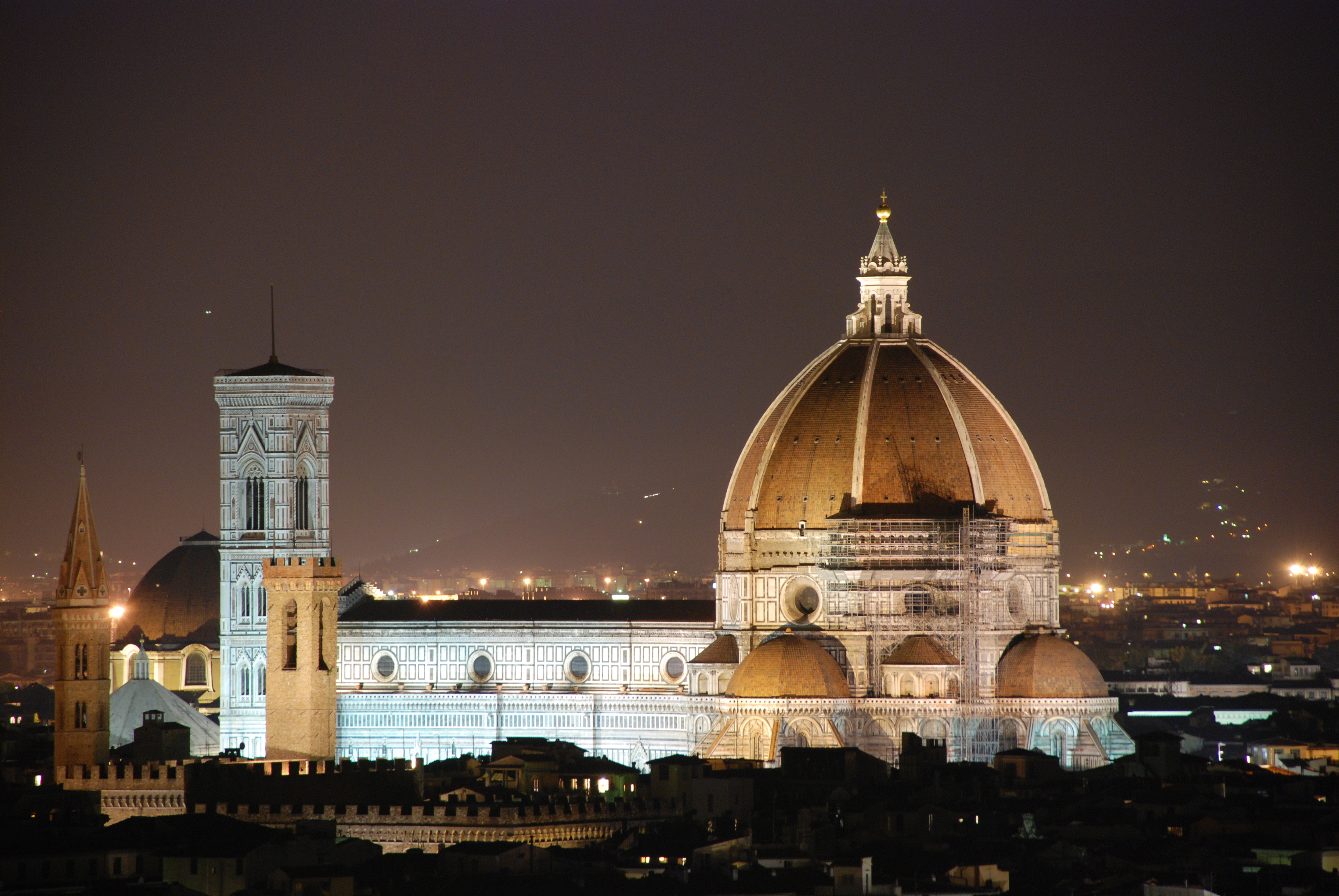
Nocna iluminacja katedry

Katedra Santa Maria del Fiore, Duomo – katedra we Florencji, zwana przez Włochów Il Duomo, zbudowana w miejscu wcześniejszego kościoła katedralnego Santa Reparata z IV w.

## Historia
Do XIII wieku mieszkańcom miasta służyło baptysterium San Giovanni i kilka małych kościołów. Dopiero w 1296 r. podjęto decyzję o budowie katedry według projektu architekta Arnolfa di Cambio. Prace pod jego kierunkiem rozpoczęto 8 września 1296 r., wznosząc nową świątynię wokół istniejącego kościoła Santa Reparata, w którym sprawowano liturgię aż do 1375 r., gdy kościół ten zburzono. Po śmierci di Cambio (w 1302) pracami kierowali: Giotto di Bondone, Andrea Pisano, Francesco Talenti.
Po śmierci Arnolfa di Cambio wprowadzono kilka zmian w opracowanym przez niego projekcie konstrukcyjnym. Wiele z nich dotyczyło wschodniej części kościoła, która została ukończona na początku XV wieku. Konkurs na projekt kopuły wygrał Filippo Brunelleschi (według niektórych źródeł rozstrzygnięcie konkursu nastąpiło w 1420 r., ale podawane są także daty 1416–1434 jako czas jej wykonania). Kościół konsekrowano w 1436. W latach 1445–1461 nad sklepieniem zbudowano latarnię zwieńczoną złocistą kulą.
Najpóźniej została ukończona fasada. W 1578 r. rozebrano nigdy nieukończoną elewację zaprojektowaną przez Arnofla di Cambio i ogłoszono konkurs na projekt nowej fasady. Nie został on rozstrzygnięty. Przez blisko 300 lat organizowano kolejne konkursy i odrzucano napływające rozwiązania. Dopiero w 1871 r. projekt Emilia de Fabris zyskał akceptację. Prace trwały do 1887 i tym samym ukończono – budowaną z przerwami przez blisko 600 lat – katedrę Santa Maria del Fiore. Wnętrze kościoła ma długość 153 m, szerokość w korpusie (szerokość naw) – 38 m, a wysokości prezbiterium wraz z przyległymi apsydami – 90 m.

## Architektura
Fasada bazyliki została zaprojektowana i wykonana w stylu neogotyckim. Do jej wykonania użyto takich samych marmurów, które stosowano podczas budowy wcześniejszej struktury kościoła. Z Carrary sprowadzono biały marmur, z Prato zielony, a różowy z Maremmy. Kolorowy kamień, ułożony przede wszystkim w geometryczne wzory zdobi wszystkie elewacje katedry. W najstarszej części, od strony południowej, znajduje się portal zwany Porta della Mandorla. Nad wejściem, w owalnym obramowaniu, znajduje się płaskorzeźba przedstawiająca Wniebowzięcie Marii, dzieło Nanniego di Banco datowane na ok. 1420 r.
Wewnętrzny podział na trzy nawy został zaakcentowany przez umieszczenie w fasadzie czterech pilastrów ozdobionych marmurem ułożonym w mozaikę imitującą biforia. W niszach, tuż powyżej górnej linii drzwi wejściowych umieszczono rzeźby. Pomiędzy pilastrami znajdują się trzy portale ze scenami z życia Marii Panny w tympanonach. Nad nimi umieszczono wimpergi ozdobione sterczynami, które wzbogacono, podobnie jak obramowania portali, kolejnymi rzeźbami. Tympanon nad środkowym portalem zdobi płaskorzeźba przedstawiająca Madonnę z patronami miasta, a tympanony boczne – figury: Miłosierdzia (po lewej stronie) i Wiary (po stronie prawej). Nad środkowym portalem, centralne pole fryzu z figurami Apostołów zajmuje postać Marii z Jezusem. Wyżej, nad fryzem, w środkowej części fasady znajduje się rozeta, a nad nią tympanon ozdobiony płaskorzeźbą przedstawiającą Ojca Wiekuistego. Dwie inne rozety umieszczono nad bocznymi portalami poniżej fryzu z Apostołami.
Rzut bazyliki swoim kształtem przypomina plan krzyża łacińskiego, w którym miejsce transeptu zajmuje ośmiokątne prezbiterium otoczone trzema apsydami. W każdą z nich wbudowano od wewnątrz pięć niewielkich apsyd. W prezbiterium umieszczono ołtarz główny, a nad nim wznosi się potężne sklepienie. Wnętrze oglądane z miejsca przed ołtarzem głównym przypomina budowlę wzniesioną na planie centralnym. Jednak za plecami znajduje się pozostała część kościoła – trójnawowa bazylika (w przewodnikach to prezbiterium wraz z bocznymi apsydami zazwyczaj nazywane jest transeptem). Nawy boczne od nawy głównej oddzielają lekko zaostrzone łuki arkad wspartych na masywnych filarach umieszczonych po trzy w każdym rzędzie. Krzyżowo-żebrowe sklepienia naw opierają się na tych samych filarach i pilastrach umieszczonych w ścianach zewnętrznych. Nad nawami bocznymi znajdują się galerie otwarte do wnętrza kościoła. Kolorowa, marmurowa posadzka wykonana w latach 1526–1660 przez Baccia i Giuliana d’Agnolo, Francesca de Sangallo i innych. W nawie po lewej stronie znajdują się dwa freski z XV wieku przedstawiające konne pomniki kapitanów wojsk: Niccolò da Tolentino, namalowany przez Andrea del Castagno w 1456 oraz Giovanniego Acuto – obraz Paolo Uccella z 1436 r.
Inne znane dzieła zdobiące katedrę to namalowane na desce obrazy przedstawiające św. Kosmę i św. Damiana (dzieło Bicciego di Lorenzo) oraz Dante i Boska komedia (Dante i Trzy Królestwa), dzieło Domenica di Michelino z 1465 oraz witraże Ghibertiego. Znane są też freski pokrywające wnętrze ścian kopuły. Przedstawiają one scenę Sądu Ostatecznego. Namalowane zostały przez Vasariego i Zuccariego w latach 1572–1579 wbrew zamierzeniom Bruneleschiego, który celowo sklepienie pozostawił bez dekoracji. Kilkakrotne propozycje historyków zmierzających do przywrócenia pierwotnego wyglądu sklepienia nie zostały zaakceptowane (freski odrestaurowano w 1995). Osiem pól sklepienia zostało podzielonych na 5 pasów, w których ukazano:
- najbliżej latarni – 24 Starców z Apokalipsy, dalej kolejno:
- Chór Anielski z narzędziami Męki Pańskiej, pomiędzy nimi główna postać namalowana na sklepieniu – Zmartwychwstały Chrystus;
- postacie Matki Bożej i świętych;
- Cnoty i Dary Ducha Świętego oraz Błogosławieństwa
- Grzechy Główne oraz Piekło.

## Kopuła
W panoramie miasta z daleka jest widoczna czerwona bryła sklepienia przykrywającego wschodnią część kościoła. Przekrycie zostało zaprojektowane na planie ośmiokąta o rozpiętości 45,4 m (o 2,1 m więcej niż średnica kopuły rzymskiego Panteonu). Wraz z bębnem, na którym jest oparte ma wysokość 70,0 m (z latarnią wysokość ta wynosi 107,0 m). Jest to nowatorskie rozwiązanie, które na stałe weszło do historii architektury. Sklepienie to na ogół nazywane jest kopułą, chociaż na każdej wysokości, inaczej niż kopuła, ma powtórzony plan ośmiokąta. Z tego powodu można też spotkać się w literaturze fachowej z określeniem dwupowłokowe sklepienie klasztorne na planie ośmioboku. Zbudowano je bez wykorzystania rusztowania i deskowania, które wykorzystywano jako element podporowy podczas budowy sklepień (z uwagi na wysokość i rozpiętość konstrukcji przekrycia zbudowanie ich zostało uznane za niemożliwe).
Brunelleschi zaproponował nowe rozwiązanie, w którym elementem konstrukcyjnym są żebra usytuowane wzdłuż południków i równoleżników. Poziome pierścienie, wbudowywane sukcesywnie, usztywniły konstrukcję spełniając jednocześnie rolę zworników (uniemożliwiły zamknięcie się konstrukcji podczas wznoszenia). Dolne pierścienie wzmocniono ołowianymi obręczami (ich kształt koła został ukryty w grubości pierścienia). Konstrukcję uzupełniono dwiema powłokami wymurowanymi z cegły. Obydwie warstwy w połączeniu z żebrami i pierścieniami tworzą sztywną całość. Warstwa zewnętrza dodatkowo chroni całą konstrukcję przed deszczem i wiatrem. Powstanie tego dzieła uważane jest za początek wczesnego renesansu.
W południowym oknie bębna kopuły znajduje się płyta z otworem o średnicy kilku centymetrów wykonana z brązu. Jest to otworkowy zegar słoneczny (gnomon otworkowy) umieszczony tam około 1470 roku przez Paolo Toscanellego, który umożliwił mu ustalenie południa słonecznego z dokładnością do pół sekundy oraz wyznaczenie dnia przesilenia letniego.

## Dzieła sztuki
Za katedrą znajduje się budynek muzeum – Museo dell’Opera del Duomo w którym przechowywane są dzieła sztuki pochodzące z katedry, dzwonnicy i baptysterium lub z nimi związane, w tym figury z pierwotnej fasady oraz rysunki i projekty jej ukończenia.